# Занурення в мову
Занурення в мову (англ. language immersion), або методика занурення в мовне середовище, — це метод навчання другої мови (не обов'язково «іноземної» для учнів, йдеться також про мову, що є однією з офіційних у країні учнів), за якого вчитель озвучує інструкції на уроці другою мовою учнів. За цим методом учні вивчають шкільні предмети, наприклад, математику, природничі науки тощо другою мовою. Головною метою даного методу є підтримка білінгвізму, іншими словами, розвиток мовної компетенції учнів або підвищення якості знань другої мови на додаток до знань першої або рідної мови. Додатково також ставляться цілі розвитку інтелектуальних здібностей, що вважається явищем, супутнім білінгвізму. Викладання ведеться або повністю другою мовою, або частину предметів ведеться першою, а частина — другою. Метод не вимагає викладати предмети паралельно двома мовами.
На додаток до традиційних методів викладання іноземної мови, для досягнення занурення в мовне середовище використовуються такі форми, як проживання студентів у сім'ях носіїв мови, а також проходження студентами академічних та професійних стажувань мовою, що вивчається одночасно з академічним навчальним процесом.

## Історія виникнення
За територією колишнього СРСР перші сучасні програми занурення в мовне середовище, спрямовані на занурення у франкомовне середовище, з'явилися в 1960-ті роки в Канаді (докладніше в статті Французьке занурення). Англомовні батьки, представники середнього класу, переконали представників системи освіти заснувати експериментальну програму занурення у французьку мову, що мало дозволити дітям «з повагою ставитися до культури й традицій не тільки англомовної частини населення Канади, але й франкомовній її частини».
На території СРСР 1918 року після введення положення «Про єдину трудову школу РРФСР» з'явилася можливість здобути освіту другою рідною мовою. Як і в канадських школах, програми національною та російською мовами велися не паралельно, а послідовно (наприклад, у республіках часто тільки початкова школа викладалася національною мовою, а середня і вища школа — тільки російською (докладніше в статті Освіта мовами народів Росії).

## Варіації
За віком:
- Раннє занурення: друга мова починається в 5-6 років
- Середнє занурення: друга мова починається в 9-10 років
- Пізніше занурення: друга мова починається в 11-14 років
- Пізнє занурення: від 17 років